# Ueno Juri
Ueno Juri (上野 樹里 Thượng Dã Thụ Lý, sinh ngày 25 tháng 5 năm 1986) là một diễn viên người Nhật Bản đến từ Kakogawa, Hyogo, Nhật Bản. Năm 2005, cô là một trong sáu diễn viên nhận được giải thưởng "Gương mặt mới của năm" của Viện Hàn Lâm Nhật Bản cho vai nữ chính trong phim Swing Girls.
Cô cũng được nhiều người biết đến với vai nữ chính trong bộ phim chuyển thể từ bộ truyện tranh cùng tên Nodame Cantabile, vai diễn đã giúp cô đạt được giải thưởng "Diễn viên nữ chính xuất sắc nhất" tại Liên hoan Phim Truyền hình Nhật Bản lần thứ 51, năm 2007. Một vai diễn khác cũng khiến cho cô thêm nổi tiếng là nhân vật Ruka Kishimoto trong phim Last Friends, qua bộ phim này cô được trao giải "Diễn viên nữ phụ xuất sắc nhất" tại Nikkan Sports Drama Grand Prix và tại Liên hoan phim Truyền hình Nhật Bản lần thứ 57, năm 2008.

## Sự nghiệp
Ueno xuất hiện lần đầu tiên trên màn ảnh trong sê-ri phim truyền hình "Seizon" của đài NHK, sau đó cô lần đầu tiên chạm ngõ điện ảnh với vai diễn phụ trong phim Chirosoku no Natsu năm 2003, bộ phim giúp cô có được giải "Tài năng triển vọng" tại Mainichi Film Awards, theo đó cô tiếp tục sự nghiệp điện ảnh với vai chính trong bộ phim Swing Girls (2004). Swing Girls được xem là bước đột phá của cô khi cô nhận được rất nhiều lời khen ngợi đồng thời đạt được giải thưởng "Diễn viên triển vọng" tại Liên hoan phim Yokohama (cô cũng được vinh danh với vai diễn trong phim Joze to Tora to Sakana Tachi) và Viện Hàn lâm Nhật Bản.
Năm 2004, Ueno xuất hiện trong một vai phụ của bộ phim truyền hình Orange Days của đài TBS, sau đó cô một lần nữa hợp tác với nam diễn viên chính của bộ phim Kimura Takuya trong bộ phim truyền hình được mở máy năm 2005 của đài Fuji TV - Engine, trong phim cô vào vai Misae Hoshino. Trong năm này, cô cũng đồng thời xuất hiện với diễn viên Kazuya Kamenashi trong một tập phim đặc biệt của bộ phim Kinda'ichi Shōnen no Jikenbo, cô vào vai nữ chính Miyuki Nanase trong phim.
Ueno Juri ngày càng nổi tiếng hơn khi cô được chọn cho vai nữ chính Megumi Noda ("Nodame"), đây là bộ phim truyền hình chuyển thể từ tác phẩm truyện tranh nổi tiếng cùng tên Nodame Cantabile, trong phim cô đóng cùng vai nam chính Shinichi Chiaki do diễn viên Hiroshi Tamaki thủ vai. 11 tập phim đã gây được tiếng vang lớn khi tỷ lệ người xem trung bình của bộ phim lên tới 18.79%, trong đó tỷ lệ xem của tập cuối là 21.7%. Trong phim cô hóa thân làm một cô sinh viên năm 2 bừa bộn, vô tổ chức đang theo học ở nhạc viện, nhưng đồng thời cô cũng là một người rất hòa nhã, cũng như là một tài năng chơi đàn Piano hiếm có. Với vai diễn này cô đã chiến thắng giải "Nữ diễn viên chính xuất sắc nhất" tại Liên hoan phim Truyền hình Nhật Bản lần thứ 51, năm 2008, đồng thời bộ phim cũng đạt được giải thưởng ở hạng mục "Phim hay nhất". Bộ phim cũng đạt được thành công nhất định ở nước ngoài, khi được vinh danh ở Liên hoan phim truyền hình Seoul lần thứ hai với giải "Phim truyền hình hay nhất". Ueno cùng với Tamaki tiếp tục xuất hiện cùng nhau trong hai tập phim đặc biệt dài 2 tiếng được ra mắt trong năm 2007, Nodame Cantabile Shinshun Special in Europe, đây là những tập phim tiếp nối 11 tập phim cũ, miêu tả cuộc sống mới của 2 nhân vật chính ở kinh đô nhạc cổ điển - Âu châu - khi mà hai người phải tập với cuộc sống tự lập một mình.
Năm 2008, Ueno tái hợp với dàn diễn viên của "Nodame Cantabile", gồm Eita và Asami Mizukawa, trong bộ phim truyền hình mới của đài Fuji - Last Friends, trong phim cô vào vai Ruka Kishimoto, một tay đua địa hình tài năng nhưng lại có những góc khuất không thể chia sẻ với bất kỳ ai. Taeko Asano, tác giả kịch bản của Last Friends đã dành những lời khen tặng tới sự diễn xuất của Ueno trong vai Ruka, bà đặc biệt nhấn mạnh rằng Ueno sinh ra đã là một "thiên tài diễn xuất" và cô diễn cực kỳ nhập vai. Ueno đoạt được giải "Nữ diễn viên phụ xuất sắc nhất" tại Nikkan Sports Drama Grand Prix lần thứ 12 và Liên hoan phim truyền hình Nhật Bản lần thứ 57 cho vai diễn trong phim này.
Ấn phẩm tiếng Nhật của tạp chí nổi tiếng Vogue đã vinh danh cô là một trong số những "Người phụ nữ của năm 2008".
Vào ngày 9/12/2008, một thông cáo mới xác nhận rằng cô sẽ tiếp tục vào vai "Nodame" khi tham gia tiếp vào hai phần sau của bộ phim sẽ được ra mắt trong năm 2010. Phim bắt đầu quay vào tháng 5/2009.
Sau đó, vào ngày 25/1/2010, theo thông tin chính thức từ đài NHK, Ueno Juri sẽ vào vai chính trong bộ phim lịch sử truyền hình (Taiga) - Gō (2011), người viết kịch bản cho phim cũng là tác giả chắp bút cho phim Atsuhime, nhà viết kịch bản nổi tiếng Kumiko Tabuchi (田渕 久美子 Tabuchi Kumiko)., theo lịch trình, phim bắt đầu quay vào tháng 8/2010. Đây là lần đầu tiên Ueno vào vai chính trong một bộ phim truyền hình lịch sử, Gō là bộ phim lịch sử thứ 50 của đài NHK, phim cũng đồng thời là phim thứ 10 có vai chính là nữ.
Ngày 15/4/2010, bộ phim truyền hình mùa xuân mới Sunao ni Narenakute chính thức khởi quay, trong phim, Ueno vào vai "Haru", phim là một câu chuyện kể về 5 người bạn quen biết nhau qua mạng Twitter, bốn người còn lại do các diễn viên Eita, Hero Jaejoong, Megumi Seki và Tetsuji Tamayama thủ vai.
Ngày 11/9/2010, Ueno tới làm khách mời một game-show truyền hình nổi tiếng We Got Married của đài MBC. Cô tham dự chương trình như một hoạt động quảng bá cho Nodame Cantabile - The Movie.
Ngày 3/12/2012, tin tức công bố chính thức rằng Matsumoto Jun (Arashi) và Ueno Juri sẽ tham gia phim điện ảnh mới nhất của đạo diễn Miki Takahiro (phim Solanin, Bokura ga Ita) mang tên Hidamari no Kanojo. Hidamari no Kanojo dựa vào tiểu thuyết cùng tên của Koshigaya Osamu, đã bán ra hơn 350.000 bản cho tới nay, và là câu chuyện tình yêu các cô gái mong muốn nam giới đọc. Câu chuyện lấy bối cảnh ở Chiba, nhưng phim chuyển thể sẽ quay ở Shonan, bên bờ vịnh Sagami. Đây không chỉ bộ phim nói về tình yêu đánh thức hai người, mà còn là cảm giác chỉ có thể trải qua một lần trong đời, và câu chuyện cũng có vài yếu tố huyền bí. Phim sẽ khởi quay vào tháng 1 và ra mắt các rạp chiếu phim vào tháng 10/2013.

## Thông tin cá nhân
- Sở thích: Nấu ăn, Nghe nhạc
- Tài năng: Vẽ, Saxophone, Piano

## Phim tham gia

### Điện ảnh
- Joze to Tora to Sakana Tachi (2003), Kanae
- Swing Girls (2004), Tomoko Suzuki
- Chirusoku no Natsu (2004), Mari Sugiyama
- Summer Time Machine Blues (2005), Haruka Shibata
- Turtles Are Surprisingly Fast Swimmers (2005), Suzume Katakura
- Arch Angels (2006), Fumio Shijo
- 7 Gatsu 24 ka Dōri no Kurisumasu (2006), Megumi Kamibayashi
- Rainbow Song (2006), Aoi Sato
- Shiawase no Switch (2006), Rei Inada
- Deguchi no Nai Umi (2006), Minako Narumi
- Kodomo no Kodomo (2008)
- Guu-Guu Datte Neko de Aru (2008), Naomi
- Kung-Fu Kun (2008)
- Wanko the Movie 2 (2008), Narrator
- Naoko (2008), Naoko Shinomiya
- Killer Virgin Road (2009)
- Nodame Cantabile - The Movie I and II (2009 và 2010), Megumi Noda aka "Nodame"

### Phim truyền hình
- Sayonara, Ozu sensei Fuji TV(2001)
- Seizon NHK(2002)
- Teru Teru Kazoku (2003), Akiko Iwata
- Okaasan to issho (2003), Kaori Matsui
- Orange Days (2004), Ayumi Kirishima
- Engine (2005), Misae Hoshino
- Kindaichi Shōnen no Jikenbo – Kyuketsuki Densetsu Satsujin Jiken (2005), Miyuki Nanase
- Bokutachi no Sensou (2006), Minami Kamoshita
- Tsubasa No Oreta Tenshitachi (2006), Ryoko Shimojo
- Nodame Cantabile (2006), Megumi Noda
- Jodan Ja Nai! (2007), Eren Takamura
- Marumaru Chibi Maruko-chan SP (2007), Maruko-chan
- Nodame Cantabile New Year Special in Europe (2008), Megumi Noda
- Loss Time Life (2008)
- Last Friends (2008), Ruka Kishimoto
- Ueno Juri to Itsutsu no Kaban (2009)[12]
- Sunao ni Narenakute (2010)[13]
- Gō (2011)

## Giải thưởng

### 2005
- Viện Hàn lâm Nhật Bản lần thứ 28 – Gương mặt triển vọng trong Swing Girls
- Liên hoan phim Mainichi lần thứ 59: Gương mặt triển vọng – Diễn viên mới xuất sắc nhất trong Swing Girls và Chirusoku no Natsu
- Liên hoan phim Yokohama lần thứ 25 – Tài năng mới xuất sắc nhất trong Swing Girls, Joze to tora to sakana tachi và Chirusoku no Natsu

### 2007
- Liên hoan phim truyền hình Nhật Bản lần thứ 51 – Nữ diễn viên chính xuất sắc nhất trong Nodame Cantabile
- Élan d'or Awards – Gương mặt triển vọng trong Nodame Cantabile

### 2008
- Nikkan Sports Drama Grand Prix Award (Mùa xuân 2008) lần thứ 12 – Nữ diễn viên phụ xuất sắc nhất trong Last Friends[14]
- Galaxy Award – Giải thưởng tháng 6 cho diễn xuất trong Last Friends
- Liên hoan phim truyền hình Nhật Bản lần thứ 57 – Nữ diễn viên phụ xuất sắc nhất trong Last Friends
- MTV Student Voice Award – Best Student Voice Actress[15]
- 21st Japan Best Dressed Eyes Awards – Special Award
- Liên hoan phim quốc tế Tokyo 2008 – Nữ diễn viên chính xuất sắc nhất trong Nodame Cantabile in Europe
- Tạp chí Vogue – Người phụ nữ của năm (2008)

### 2009
- Liên hoan phim truyền hình thường niên lần thứ 18 – Nữ diễn viên phụ xuất sắc nhất cho Last Friends
- Liên hoan phim truyền hình Navi – Nữ diễn viên phụ xuất sắc nhất cho Last Friends
- Giải thưởng Hashida lần thứ 17 – Gương mặt triển vọng[16]